# 1644
Portal Geschichte | Portal Biografien | Aktuelle Ereignisse | Jahreskalender | Tagesartikel

◄ |
16. Jahrhundert |
17. Jahrhundert
| 18. Jahrhundert | ►

◄ |
1610er |
1620er |
1630er |
1640er
| 1650er | 1660er | 1670er | ►

◄◄ |
◄ |
1640 |
1641 |
1642 |
1643 |
1644
| 1645 | 1646 | 1647 | 1648 | ► | ►►
Staatsoberhäupter  · Nekrolog   · Musikjahr
| Januar | Januar | Januar | Januar | Januar | Januar | Januar | Januar |
| Kw     | Mo     | Di     | Mi     | Do     | Fr     | Sa     | So     |
| ------ | ------ | ------ | ------ | ------ | ------ | ------ | ------ |
| 53     |        |        |        |        | 1      | 2      | 3      |
| 1      | 4      | 5      | 6      | 7      | 8      | 9      | 10     |
| 2      | 11     | 12     | 13     | 14     | 15     | 16     | 17     |
| 3      | 18     | 19     | 20     | 21     | 22     | 23     | 24     |
| 4      | 25     | 26     | 27     | 28     | 29     | 30     | 31     |

| Februar | Februar | Februar | Februar | Februar | Februar | Februar | Februar |
| Kw      | Mo      | Di      | Mi      | Do      | Fr      | Sa      | So      |
| ------- | ------- | ------- | ------- | ------- | ------- | ------- | ------- |
| 5       | 1       | 2       | 3       | 4       | 5       | 6       | 7       |
| 6       | 8       | 9       | 10      | 11      | 12      | 13      | 14      |
| 7       | 15      | 16      | 17      | 18      | 19      | 20      | 21      |
| 8       | 22      | 23      | 24      | 25      | 26      | 27      | 28      |
| 9       | 29      |         |         |         |         |         |         |

| März | März | März | März | März | März | März | März |
| Kw   | Mo   | Di   | Mi   | Do   | Fr   | Sa   | So   |
| ---- | ---- | ---- | ---- | ---- | ---- | ---- | ---- |
| 9    |      | 1    | 2    | 3    | 4    | 5    | 6    |
| 10   | 7    | 8    | 9    | 10   | 11   | 12   | 13   |
| 11   | 14   | 15   | 16   | 17   | 18   | 19   | 20   |
| 12   | 21   | 22   | 23   | 24   | 25   | 26   | 27   |
| 13   | 28   | 29   | 30   | 31   |      |      |      |

| April | April | April | April | April | April | April | April |
| Kw    | Mo    | Di    | Mi    | Do    | Fr    | Sa    | So    |
| ----- | ----- | ----- | ----- | ----- | ----- | ----- | ----- |
| 13    |       |       |       |       | 1     | 2     | 3     |
| 14    | 4     | 5     | 6     | 7     | 8     | 9     | 10    |
| 15    | 11    | 12    | 13    | 14    | 15    | 16    | 17    |
| 16    | 18    | 19    | 20    | 21    | 22    | 23    | 24    |
| 17    | 25    | 26    | 27    | 28    | 29    | 30    |       |

| Mai | Mai | Mai | Mai | Mai | Mai | Mai | Mai |
| Kw  | Mo  | Di  | Mi  | Do  | Fr  | Sa  | So  |
| --- | --- | --- | --- | --- | --- | --- | --- |
| 17  |     |     |     |     |     |     | 1   |
| 18  | 2   | 3   | 4   | 5   | 6   | 7   | 8   |
| 19  | 9   | 10  | 11  | 12  | 13  | 14  | 15  |
| 20  | 16  | 17  | 18  | 19  | 20  | 21  | 22  |
| 21  | 23  | 24  | 25  | 26  | 27  | 28  | 29  |
| 22  | 30  | 31  |     |     |     |     |     |

| Juni | Juni | Juni | Juni | Juni | Juni | Juni | Juni |
| Kw   | Mo   | Di   | Mi   | Do   | Fr   | Sa   | So   |
| ---- | ---- | ---- | ---- | ---- | ---- | ---- | ---- |
| 22   |      |      | 1    | 2    | 3    | 4    | 5    |
| 23   | 6    | 7    | 8    | 9    | 10   | 11   | 12   |
| 24   | 13   | 14   | 15   | 16   | 17   | 18   | 19   |
| 25   | 20   | 21   | 22   | 23   | 24   | 25   | 26   |
| 26   | 27   | 28   | 29   | 30   |      |      |      |

| Juli | Juli | Juli | Juli | Juli | Juli | Juli | Juli |
| Kw   | Mo   | Di   | Mi   | Do   | Fr   | Sa   | So   |
| ---- | ---- | ---- | ---- | ---- | ---- | ---- | ---- |
| 26   |      |      |      |      | 1    | 2    | 3    |
| 27   | 4    | 5    | 6    | 7    | 8    | 9    | 10   |
| 28   | 11   | 12   | 13   | 14   | 15   | 16   | 17   |
| 29   | 18   | 19   | 20   | 21   | 22   | 23   | 24   |
| 30   | 25   | 26   | 27   | 28   | 29   | 30   | 31   |

| August | August | August | August | August | August | August | August |
| Kw     | Mo     | Di     | Mi     | Do     | Fr     | Sa     | So     |
| ------ | ------ | ------ | ------ | ------ | ------ | ------ | ------ |
| 31     | 1      | 2      | 3      | 4      | 5      | 6      | 7      |
| 32     | 8      | 9      | 10     | 11     | 12     | 13     | 14     |
| 33     | 15     | 16     | 17     | 18     | 19     | 20     | 21     |
| 34     | 22     | 23     | 24     | 25     | 26     | 27     | 28     |
| 35     | 29     | 30     | 31     |        |        |        |        |

| September | September | September | September | September | September | September | September |
| Kw        | Mo        | Di        | Mi        | Do        | Fr        | Sa        | So        |
| --------- | --------- | --------- | --------- | --------- | --------- | --------- | --------- |
| 35        |           |           |           | 1         | 2         | 3         | 4         |
| 36        | 5         | 6         | 7         | 8         | 9         | 10        | 11        |
| 37        | 12        | 13        | 14        | 15        | 16        | 17        | 18        |
| 38        | 19        | 20        | 21        | 22        | 23        | 24        | 25        |
| 39        | 26        | 27        | 28        | 29        | 30        |           |           |

| Oktober | Oktober | Oktober | Oktober | Oktober | Oktober | Oktober | Oktober |
| Kw      | Mo      | Di      | Mi      | Do      | Fr      | Sa      | So      |
| ------- | ------- | ------- | ------- | ------- | ------- | ------- | ------- |
| 39      |         |         |         |         |         | 1       | 2       |
| 40      | 3       | 4       | 5       | 6       | 7       | 8       | 9       |
| 41      | 10      | 11      | 12      | 13      | 14      | 15      | 16      |
| 42      | 17      | 18      | 19      | 20      | 21      | 22      | 23      |
| 43      | 24      | 25      | 26      | 27      | 28      | 29      | 30      |
| 44      | 31      |         |         |         |         |         |         |

| November | November | November | November | November | November | November | November |
| Kw       | Mo       | Di       | Mi       | Do       | Fr       | Sa       | So       |
| -------- | -------- | -------- | -------- | -------- | -------- | -------- | -------- |
| 44       |          | 1        | 2        | 3        | 4        | 5        | 6        |
| 45       | 7        | 8        | 9        | 10       | 11       | 12       | 13       |
| 46       | 14       | 15       | 16       | 17       | 18       | 19       | 20       |
| 47       | 21       | 22       | 23       | 24       | 25       | 26       | 27       |
| 48       | 28       | 29       | 30       |          |          |          |          |

| Dezember | Dezember | Dezember | Dezember | Dezember | Dezember | Dezember | Dezember |
| Kw       | Mo       | Di       | Mi       | Do       | Fr       | Sa       | So       |
| -------- | -------- | -------- | -------- | -------- | -------- | -------- | -------- |
| 48       |          |          |          | 1        | 2        | 3        | 4        |
| 49       | 5        | 6        | 7        | 8        | 9        | 10       | 11       |
| 50       | 12       | 13       | 14       | 15       | 16       | 17       | 18       |
| 51       | 19       | 20       | 21       | 22       | 23       | 24       | 25       |
| 52       | 26       | 27       | 28       | 29       | 30       | 31       |          |

| Januar | Januar | Januar | Januar | Januar | Januar | Januar | Januar |
| Kw     | Mo     | Di     | Mi     | Do     | Fr     | Sa     | So     |
| ------ | ------ | ------ | ------ | ------ | ------ | ------ | ------ |
| 53     |        |        |        |        | 1      | 2      | 3      |
| 1      | 4      | 5      | 6      | 7      | 8      | 9      | 10     |
| 2      | 11     | 12     | 13     | 14     | 15     | 16     | 17     |
| 3      | 18     | 19     | 20     | 21     | 22     | 23     | 24     |
| 4      | 25     | 26     | 27     | 28     | 29     | 30     | 31     |

| Februar | Februar | Februar | Februar | Februar | Februar | Februar | Februar |
| Kw      | Mo      | Di      | Mi      | Do      | Fr      | Sa      | So      |
| ------- | ------- | ------- | ------- | ------- | ------- | ------- | ------- |
| 5       | 1       | 2       | 3       | 4       | 5       | 6       | 7       |
| 6       | 8       | 9       | 10      | 11      | 12      | 13      | 14      |
| 7       | 15      | 16      | 17      | 18      | 19      | 20      | 21      |
| 8       | 22      | 23      | 24      | 25      | 26      | 27      | 28      |
| 9       | 29      |         |         |         |         |         |         |

| März | März | März | März | März | März | März | März |
| Kw   | Mo   | Di   | Mi   | Do   | Fr   | Sa   | So   |
| ---- | ---- | ---- | ---- | ---- | ---- | ---- | ---- |
| 9    |      | 1    | 2    | 3    | 4    | 5    | 6    |
| 10   | 7    | 8    | 9    | 10   | 11   | 12   | 13   |
| 11   | 14   | 15   | 16   | 17   | 18   | 19   | 20   |
| 12   | 21   | 22   | 23   | 24   | 25   | 26   | 27   |
| 13   | 28   | 29   | 30   | 31   |      |      |      |

| April | April | April | April | April | April | April | April |
| Kw    | Mo    | Di    | Mi    | Do    | Fr    | Sa    | So    |
| ----- | ----- | ----- | ----- | ----- | ----- | ----- | ----- |
| 13    |       |       |       |       | 1     | 2     | 3     |
| 14    | 4     | 5     | 6     | 7     | 8     | 9     | 10    |
| 15    | 11    | 12    | 13    | 14    | 15    | 16    | 17    |
| 16    | 18    | 19    | 20    | 21    | 22    | 23    | 24    |
| 17    | 25    | 26    | 27    | 28    | 29    | 30    |       |

| Mai | Mai | Mai | Mai | Mai | Mai | Mai | Mai |
| Kw  | Mo  | Di  | Mi  | Do  | Fr  | Sa  | So  |
| --- | --- | --- | --- | --- | --- | --- | --- |
| 17  |     |     |     |     |     |     | 1   |
| 18  | 2   | 3   | 4   | 5   | 6   | 7   | 8   |
| 19  | 9   | 10  | 11  | 12  | 13  | 14  | 15  |
| 20  | 16  | 17  | 18  | 19  | 20  | 21  | 22  |
| 21  | 23  | 24  | 25  | 26  | 27  | 28  | 29  |
| 22  | 30  | 31  |     |     |     |     |     |

| Juni | Juni | Juni | Juni | Juni | Juni | Juni | Juni |
| Kw   | Mo   | Di   | Mi   | Do   | Fr   | Sa   | So   |
| ---- | ---- | ---- | ---- | ---- | ---- | ---- | ---- |
| 22   |      |      | 1    | 2    | 3    | 4    | 5    |
| 23   | 6    | 7    | 8    | 9    | 10   | 11   | 12   |
| 24   | 13   | 14   | 15   | 16   | 17   | 18   | 19   |
| 25   | 20   | 21   | 22   | 23   | 24   | 25   | 26   |
| 26   | 27   | 28   | 29   | 30   |      |      |      |

| Juli | Juli | Juli | Juli | Juli | Juli | Juli | Juli |
| Kw   | Mo   | Di   | Mi   | Do   | Fr   | Sa   | So   |
| ---- | ---- | ---- | ---- | ---- | ---- | ---- | ---- |
| 26   |      |      |      |      | 1    | 2    | 3    |
| 27   | 4    | 5    | 6    | 7    | 8    | 9    | 10   |
| 28   | 11   | 12   | 13   | 14   | 15   | 16   | 17   |
| 29   | 18   | 19   | 20   | 21   | 22   | 23   | 24   |
| 30   | 25   | 26   | 27   | 28   | 29   | 30   | 31   |

| August | August | August | August | August | August | August | August |
| Kw     | Mo     | Di     | Mi     | Do     | Fr     | Sa     | So     |
| ------ | ------ | ------ | ------ | ------ | ------ | ------ | ------ |
| 31     | 1      | 2      | 3      | 4      | 5      | 6      | 7      |
| 32     | 8      | 9      | 10     | 11     | 12     | 13     | 14     |
| 33     | 15     | 16     | 17     | 18     | 19     | 20     | 21     |
| 34     | 22     | 23     | 24     | 25     | 26     | 27     | 28     |
| 35     | 29     | 30     | 31     |        |        |        |        |

| September | September | September | September | September | September | September | September |
| Kw        | Mo        | Di        | Mi        | Do        | Fr        | Sa        | So        |
| --------- | --------- | --------- | --------- | --------- | --------- | --------- | --------- |
| 35        |           |           |           | 1         | 2         | 3         | 4         |
| 36        | 5         | 6         | 7         | 8         | 9         | 10        | 11        |
| 37        | 12        | 13        | 14        | 15        | 16        | 17        | 18        |
| 38        | 19        | 20        | 21        | 22        | 23        | 24        | 25        |
| 39        | 26        | 27        | 28        | 29        | 30        |           |           |

| Oktober | Oktober | Oktober | Oktober | Oktober | Oktober | Oktober | Oktober |
| Kw      | Mo      | Di      | Mi      | Do      | Fr      | Sa      | So      |
| ------- | ------- | ------- | ------- | ------- | ------- | ------- | ------- |
| 39      |         |         |         |         |         | 1       | 2       |
| 40      | 3       | 4       | 5       | 6       | 7       | 8       | 9       |
| 41      | 10      | 11      | 12      | 13      | 14      | 15      | 16      |
| 42      | 17      | 18      | 19      | 20      | 21      | 22      | 23      |
| 43      | 24      | 25      | 26      | 27      | 28      | 29      | 30      |
| 44      | 31      |         |         |         |         |         |         |

| November | November | November | November | November | November | November | November |
| Kw       | Mo       | Di       | Mi       | Do       | Fr       | Sa       | So       |
| -------- | -------- | -------- | -------- | -------- | -------- | -------- | -------- |
| 44       |          | 1        | 2        | 3        | 4        | 5        | 6        |
| 45       | 7        | 8        | 9        | 10       | 11       | 12       | 13       |
| 46       | 14       | 15       | 16       | 17       | 18       | 19       | 20       |
| 47       | 21       | 22       | 23       | 24       | 25       | 26       | 27       |
| 48       | 28       | 29       | 30       |          |          |          |          |

| Dezember | Dezember | Dezember | Dezember | Dezember | Dezember | Dezember | Dezember |
| Kw       | Mo       | Di       | Mi       | Do       | Fr       | Sa       | So       |
| -------- | -------- | -------- | -------- | -------- | -------- | -------- | -------- |
| 48       |          |          |          | 1        | 2        | 3        | 4        |
| 49       | 5        | 6        | 7        | 8        | 9        | 10       | 11       |
| 50       | 12       | 13       | 14       | 15       | 16       | 17       | 18       |
| 51       | 19       | 20       | 21       | 22       | 23       | 24       | 25       |
| 52       | 26       | 27       | 28       | 29       | 30       | 31       |          |

## Ereignisse

### Politik und Weltgeschehen

#### Englischer Bürgerkrieg
- 29. März: In der Schlacht bei Cheriton erringen die Parlamentstruppen unter William Waller, die sich eigentlich schon auf dem Rückzug befinden, einen wichtigen Sieg über die die königstreue Armee von Lord Hopton. Sie führt dazu, dass sich die Royalisten unter König Karl I. in der Defensive befinden.
- 29. Juni: In der Schlacht von Cropredy Bridge behält die königliche Armee unter König Karl I. gegenüber den Parlamentstruppen die Oberhand. Die Moral von Wallers Truppen bricht nach der Niederlage zusammen.
- 2. Juli: In der Schlacht von Marston Moor siegt das parlamentarische Heer unter Oliver Cromwell über die Truppen der Royalisten.
- 13. August: Die Parlamentsarmee unter Robert Devereux, 3. Earl of Essex, erleidet bei Lostwithiel eine Niederlage gegen die Royalisten.

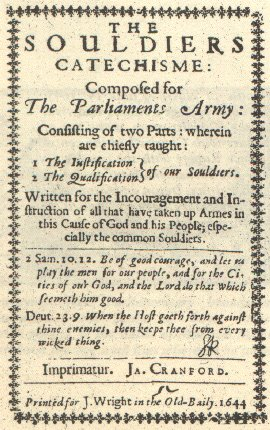
Der Katechismus der Soldaten der New Model Army

- Oliver Cromwell beginnt Ende des Jahres mit der Aufstellung seiner New Model Army.
- Weihnachten darf in England nach einem Parlamentsbeschluss nicht gefeiert werden.
- Schottland in den Kriegen der drei Königreiche: Der Bürgerkrieg greift auf Schottland über.

#### Dreißigjähriger Krieg
- 11. Mai: Die bayerische Armee unter Franz von Mercy erobert Überlingen.
- 29. Juli: Die bayerische Armee unter Mercy erobert Freiburg im Breisgau.
- 3., 5. und 10. August: In der Schlacht bei Freiburg im Breisgau zwischen den Franzosen unter Turenne sowie D’Enghien und den Bayern unter Franz von Mercy und Johann von Werth wehren letztere in der mörderischsten Schlacht des ganzen Krieges mehrere französische Angriffe ab. Sie halten Freiburg und verhindern einen französischen Vorstoß nach Süddeutschland. Nachdem die Franzosen die bayerischen Nachschublinien bedrohen, zieht Mercy mit seinem Heer ab. Die Franzosen versuchen keine Rückeroberung Freiburgs, sondern wenden sich in die Rheinebene.
- 12. September: Die Franzosen unter Turenne erobern Philippsburg nach dreiwöchiger Belagerung. Die nachrückenden Bayern unter Mercy können nicht verhindern, dass die Franzosen bis Ende des Jahres das schwach verteidigte linksrheinische Gebiet südlich von Koblenz mit Ausnahme Frankenthals unter ihre Kontrolle bringen.
- 23. November: in der Schlacht bei Jüterbog besiegen die Schweden unter Torstensson die kaiserliche Kavallerie unter Adrian von Enkevort, Teil der Armee unter Gallas, die sich auf dem Rückzug von der vergeblichen Unterstützung der Dänen befand. Die kaiserliche Armee löst sich faktisch auf und der Weg für die Schweden nach Böhmen ist frei.
- 4. Dezember: Der Friedenskongress in Münster wird eröffnet.

#### Brandenburg-Preußen
- 5. Juni: In einer Sitzung des Geheimen Rates wird die Aufstellung einer stehenden Armee, der Kurfürstlich Brandenburgischen Armee beschlossen.

#### Schweden / Dänemark
- Im Januar erobern schwedische Truppen unter dem Kommando von Lennart Torstensson, der Ende des Vorjahres ohne Kriegserklärung den Torstenssonkrieg gegen Dänemark begonnen hat, die gesamte jütländische Halbinsel.
- Im Februar rücken schwedische Truppen unter Gustaf Horn in das dänische Schonen ein und erobern unter anderem Helsingborg und Landskrona, während die Festungen in Malmö und Kristianstad den Angreifern standhalten.
- 16. Mai: Bei der Seeschlacht im Lister Tief blockiert eine aus neun Schiffen bestehende dänisch-norwegische Flotte unter König Christian IV. das Lister Tief, die Durchfahrt zwischen Sylt und Rømø, für eine aus 33 kleineren Schiffen bestehende von Schweden angemietete niederländische Flotte und richtet unter dieser ein Blutbad mit mehr als 500 Toten und Verwundeten an. Erst am 25. Mai können die Niederländer die Blockade durchbrechen und nach Holland flüchten.
- 1. Juli: Die Seeschlacht auf der Kolberger Heide endet, ohne dass eine der beiden Seiten ein Schiff verloren hat. Christian IV. von Dänemark verliert bei der Schlacht ein Auge. Das Ereignis wird später in der dänischen Königshymne Kong Christian stod ved højen mast verarbeitet.

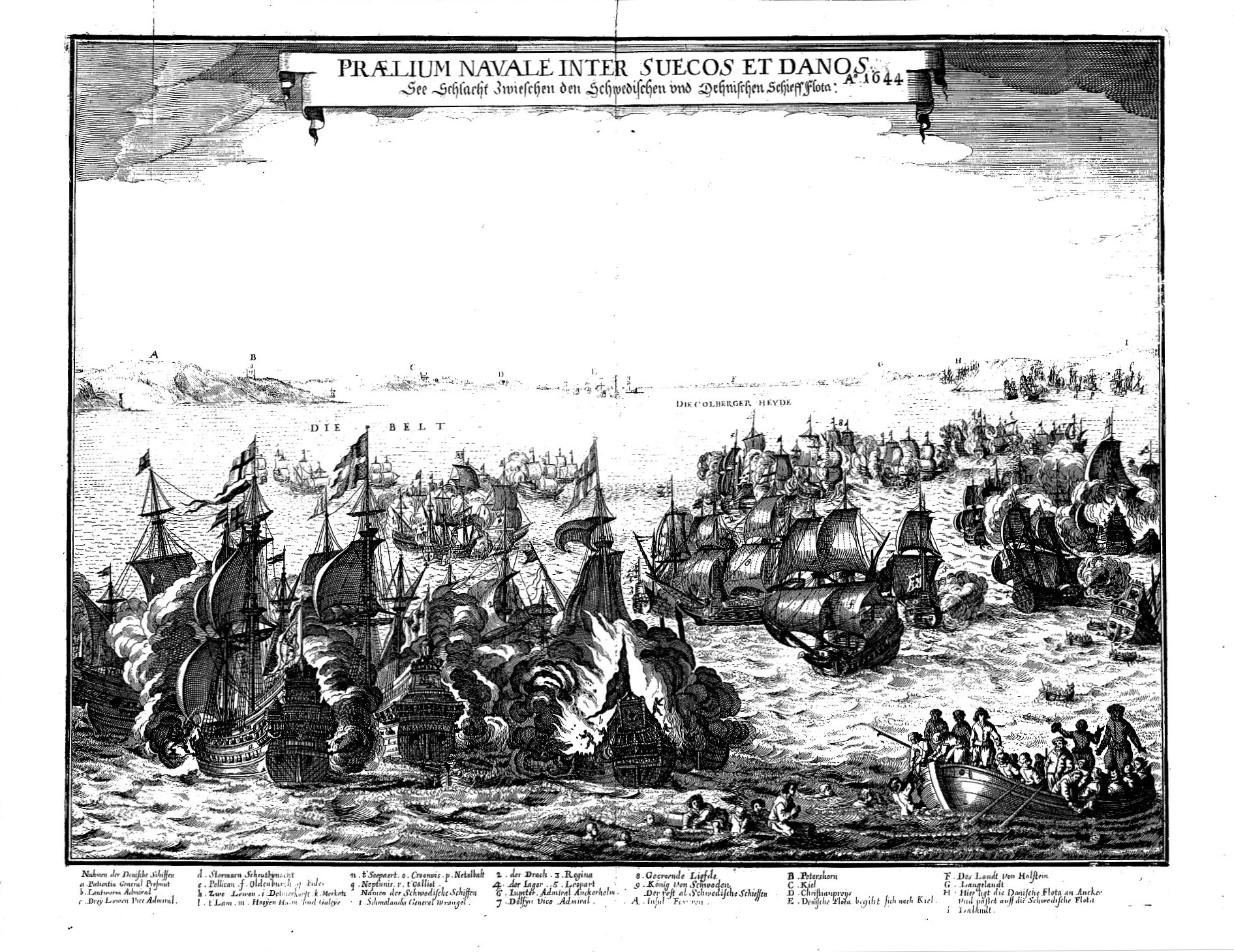
Seeschlacht bei Fehmarn

- Am 13. Oktober unterliegt die dänisch-norwegische Flotte in der Seeschlacht bei Fehmarn gegen eine vereinigte schwedisch-niederländische Flotte unter Carl Gustaf Wrangel.
- 18. Dezember: Mit Vollendung ihres 18. Lebensjahres übernimmt Königin Christina in Schweden die Regierungsgewalt von Reichskanzler Axel Oxenstierna. Sie wird darin von Johann Kasimir von Pfalz-Zweibrücken und seinen beiden Söhnen Karl Gustav und Adolf Johann, mit denen sie aufgewachsen ist, unterstützt. Die Krönung wird wegen des Torstenssonkrieges jedoch verschoben.

#### Portugal / Spanien
- 26. Mai: Mit der Schlacht bei Montijo kommt es zum bis 1659 einzigen nennenswerten Zusammenstoss im seit der portugiesischen Unabhängigkeit 1640 schwelenden Restaurationskrieg zwischen Spanien und Portugal. Die Portugiesen siegen mit niederländischer Unterstützung, müssen dabei aber schwere Verluste in Kauf nehmen.

#### Amerikanische Kolonien
- August: Der Wappinger-Krieg endet mit einem Friedensvertrag in Fort Orange.

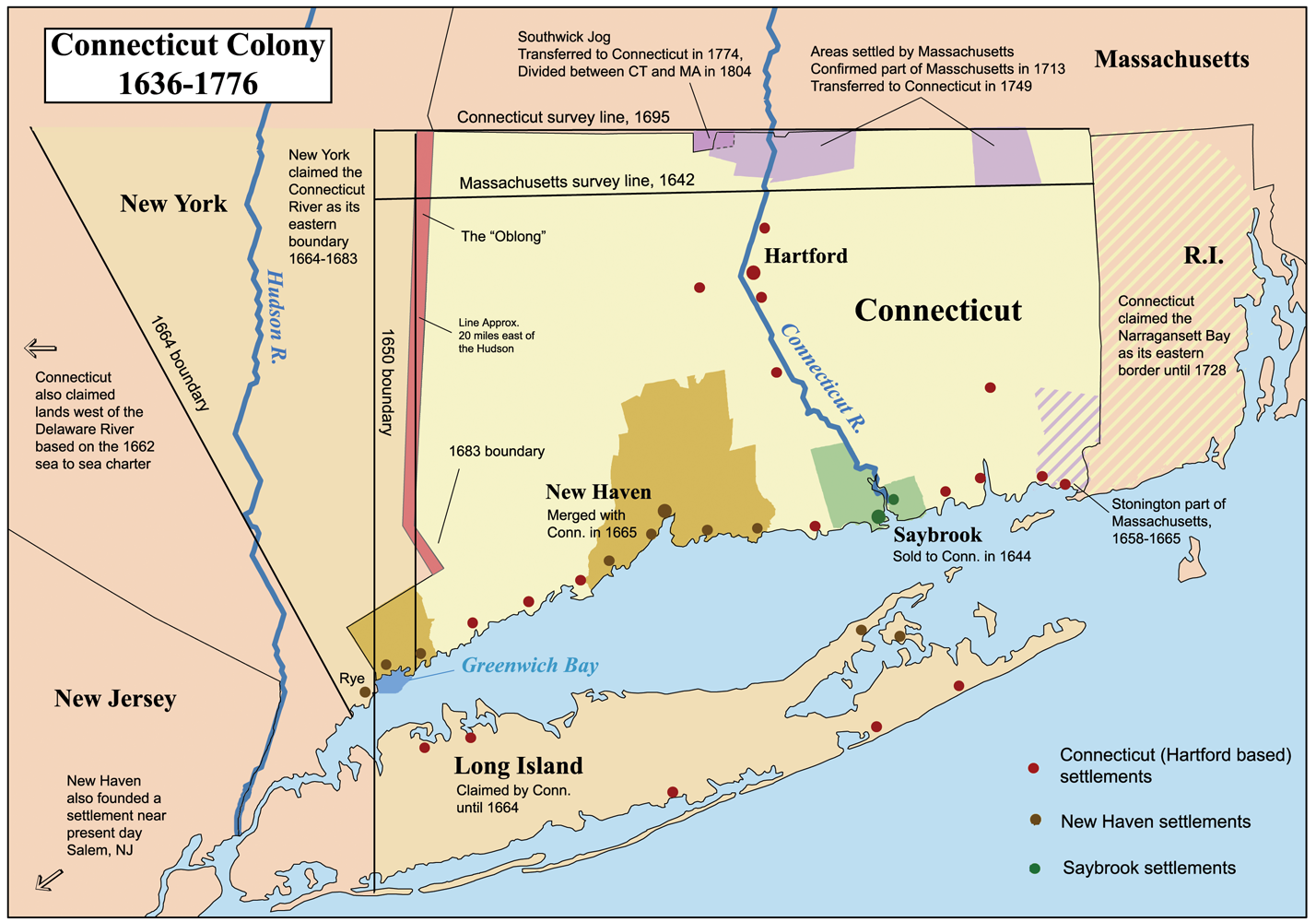
Karte der Kolonien Connecticut, New Haven und Saybrook

- Die ums Überleben kämpfende Saybrook Colony wird mit der dynamischeren Colony of Connecticut zusammengelegt.
- Der Zweite Englische Powhatankrieg beginnt als letzter Versuch der Powhatan, die englischen Siedler aus ihrer Kolonie Jamestown, Virginia, zu vertreiben.

#### China
- 25. April: In einer chinesischen Rebellion, die von Li Zicheng angeführt wird, wird Peking erobert und geplündert. Der Kaiser Chongzhen begeht Selbstmord.
- 3. Juni: Li Zicheng ruft sich selbst zum Kaiser von China aus.
- 6. Juni: Eine Armee der Mandschu wird mit Hilfe des Ming-Dynastie General Wu Sangui durch die Tore der Großen Mauer gelassen und erobert Peking. Dies markiert den Beginn der Qing-Dynastie in China. Shunzhi wird am 30. Oktober zum Kaiser ausgerufen.

### Wirtschaft
Das erste deutsche Walfangschiff legt in Hamburg ab. unten: Kupferstiche von Adolf van der Laan

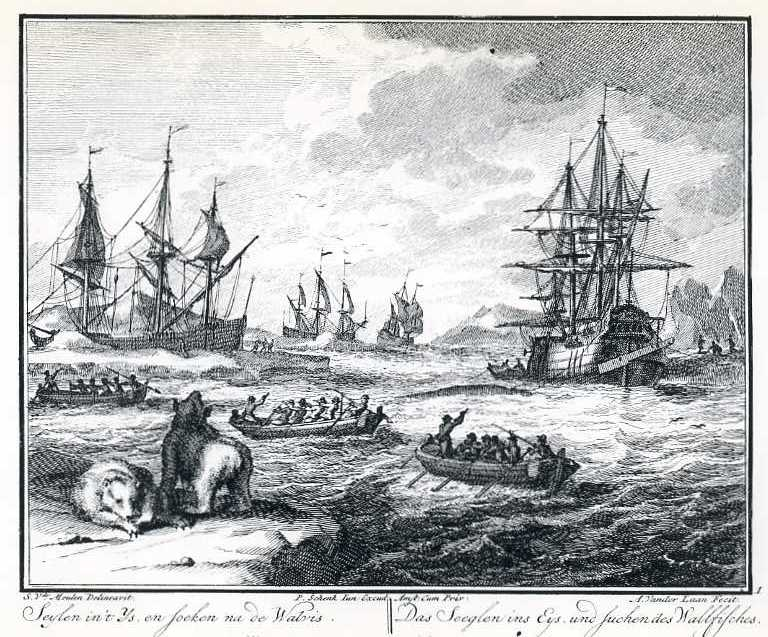
Das Segeln ins Eis und Suchen des Wallfisches
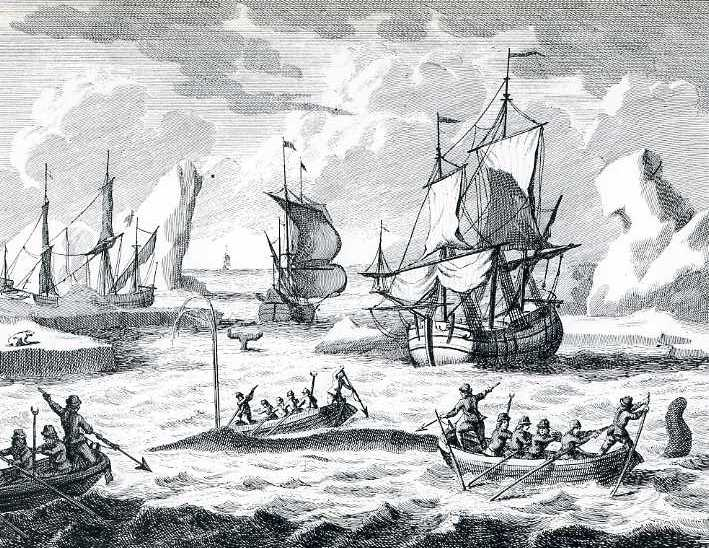
Das Harpunieren des Wallfisches
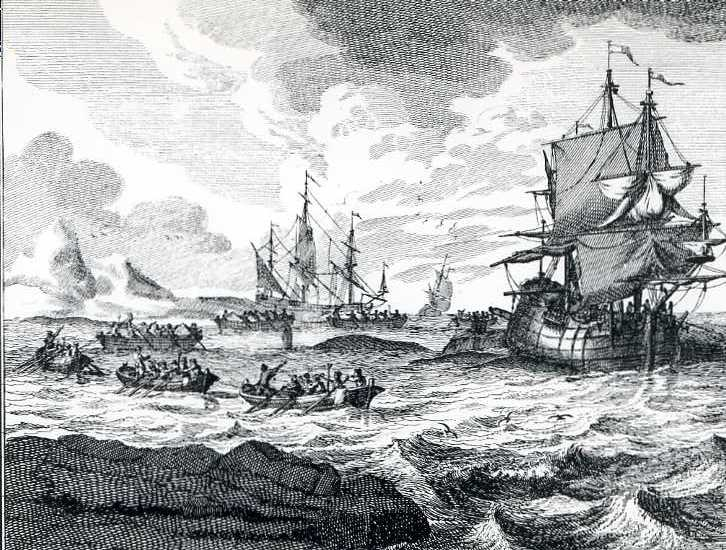
Der Wallfisch wird ans Schiff gerudert
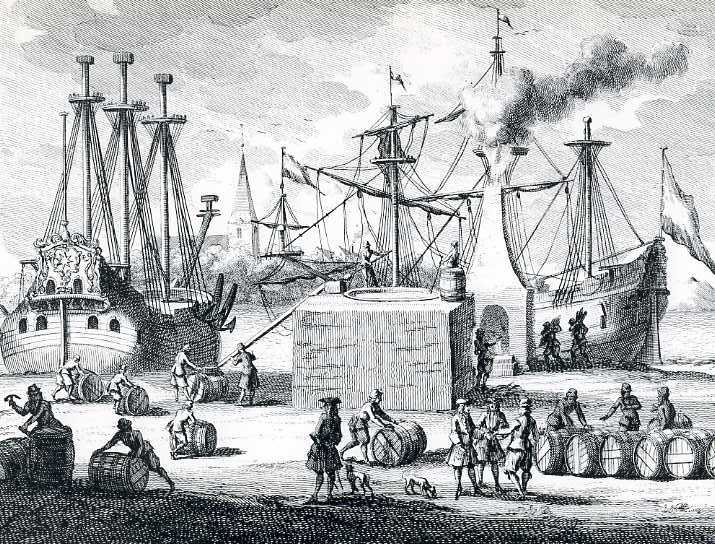
Das Tran kochen vom Wallfischspeck

### Wissenschaft und Technik
- René Descartes veröffentlicht die Prinzipien der Philosophie (Principia philosophiae), ein Werk, das bereits das Trägheitsprinzip vorstellt, wie es Isaac Newton später für sein 1. Axiom verwenden wird.

### Kultur

#### Bildende Kunst

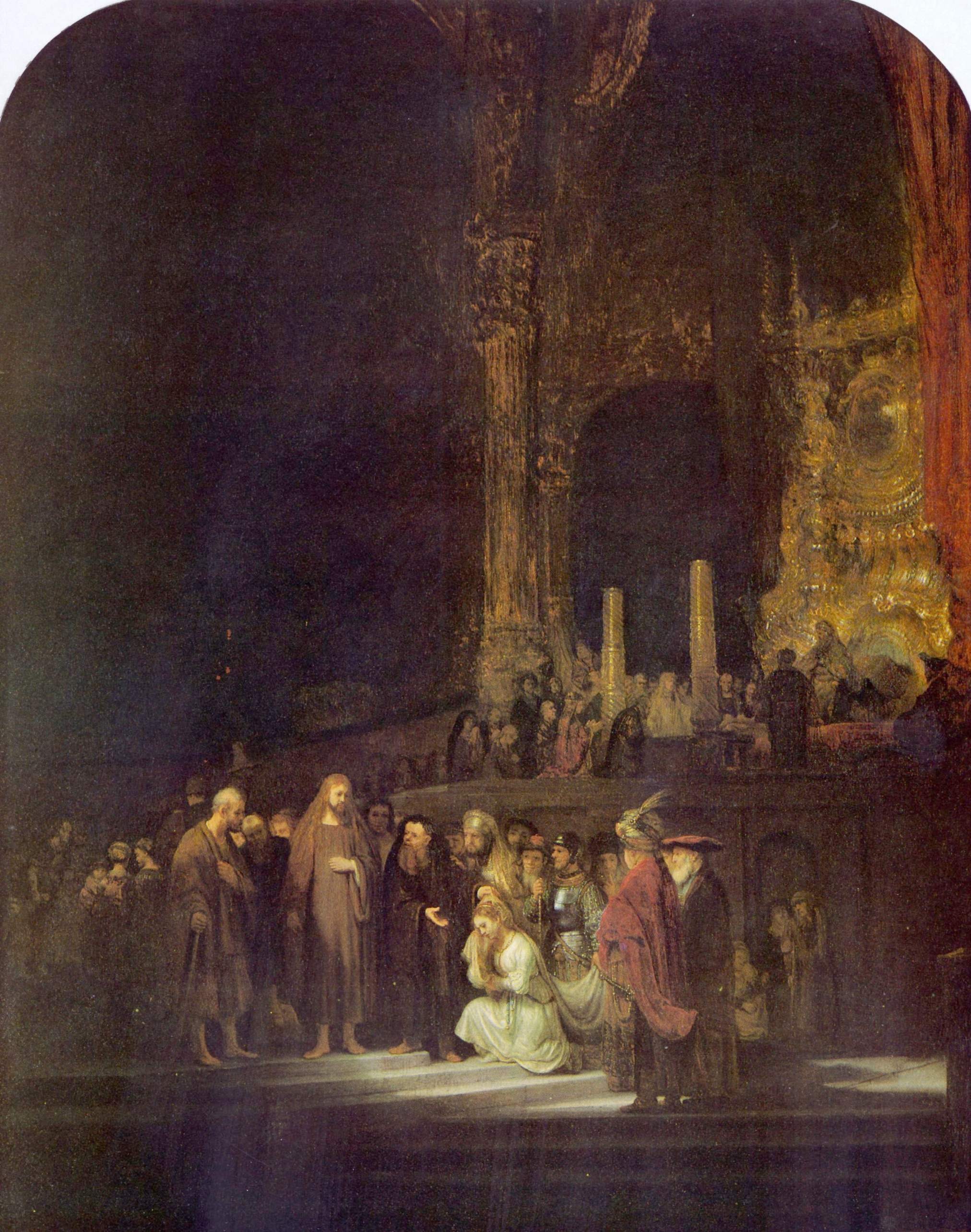
Christus und die Ehebrecherin

- Rembrandt van Rijn malt Christus und die Ehebrecherin.

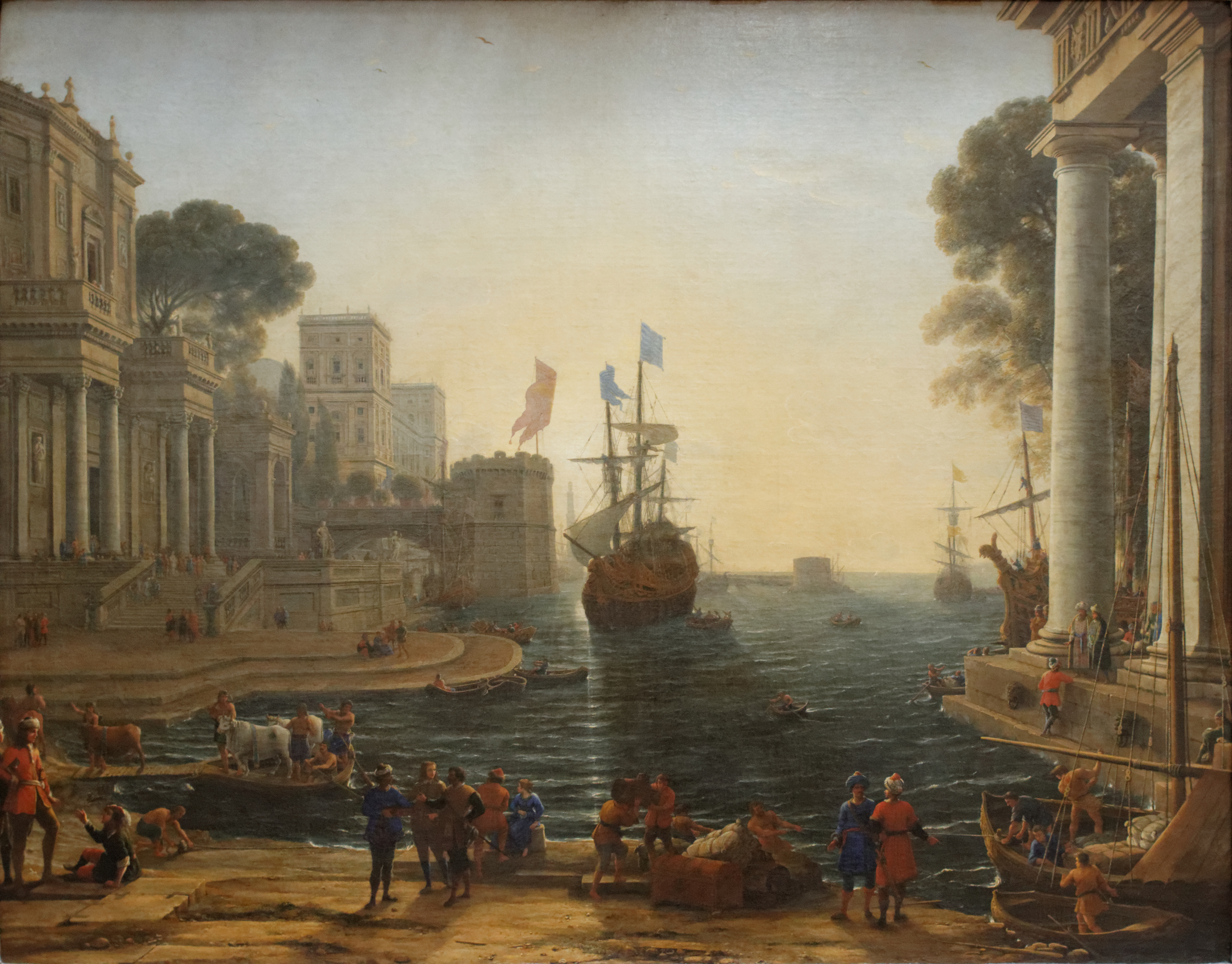
Odysseus übergibt Chryseis ihrem Vater

- Claude Lorrain malt Odysseus übergibt Chryseis ihrem Vater.
- Der Bienen-Brunnen wird in Rom von dem italienischen Bildhauer Gian Lorenzo Bernini im Auftrag von Papst Urban VIII. an der Piazza Barberini erbaut.

### Religion

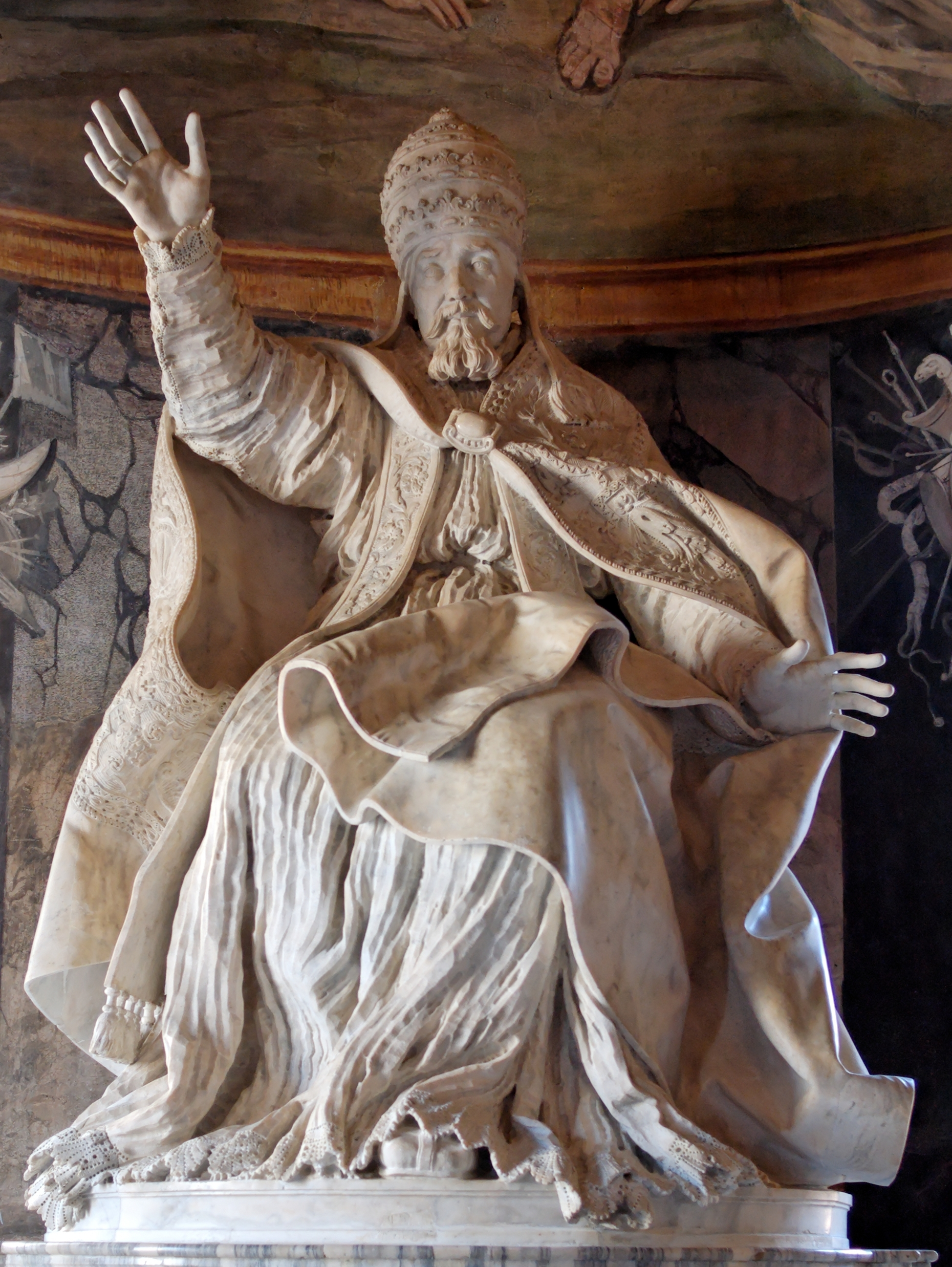
Statue Urbans von Bernini

- 29. Juli: Das Volk von Rom bricht bei der Nachricht vom Tod Papst Urbans VIII. angeblich in Jubel aus. Beigesetzt wird er in einem prachtvollen Grabmal in St. Peter unmittelbar rechts von der Cathedra Petri, welches zu den Meisterwerken Gian Lorenzo Berninis zählt.
- 9. August: Das Konklave 1644 beginnt. Es ist vom Konflikt zwischen Frankreich und Spanien um die Vorherrschaft in der katholischen Kirche geprägt. Unter anderem stehen die Brüder Francesco und Antonio Barberini, beide Nepoten Urbans, auf unterschiedlichen Seiten des Konflikts.

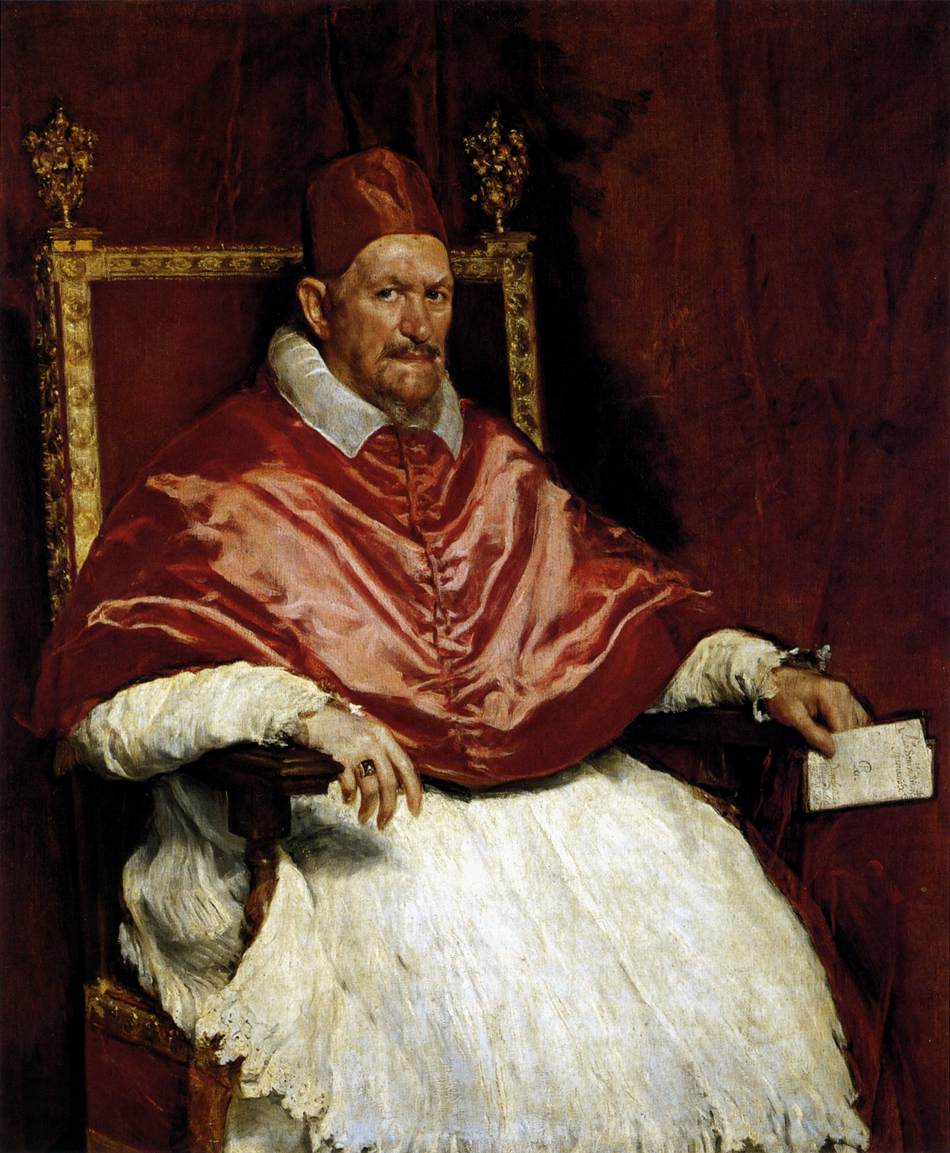
Innozenz X., Porträt von Diego Velázquez

- Am 15. September wird der 70-jährige Kardinal Giovanni Battista Pamphilj zum Papst gewählt. Er nimmt den Namen Innozenz X. an. Innozenz X. zieht die Nepoten seines Vorgängers zur Rechenschaft, doch diese fliehen nach Frankreich zu Kardinal Mazarin. Mit der ersten Ernennung eines Kardinalstaatssekretärs bricht der Papst mit der Tradition, einen Neffen (Nepoten) als wichtigsten Berater zu haben.

## Historische Karten und Ansichten

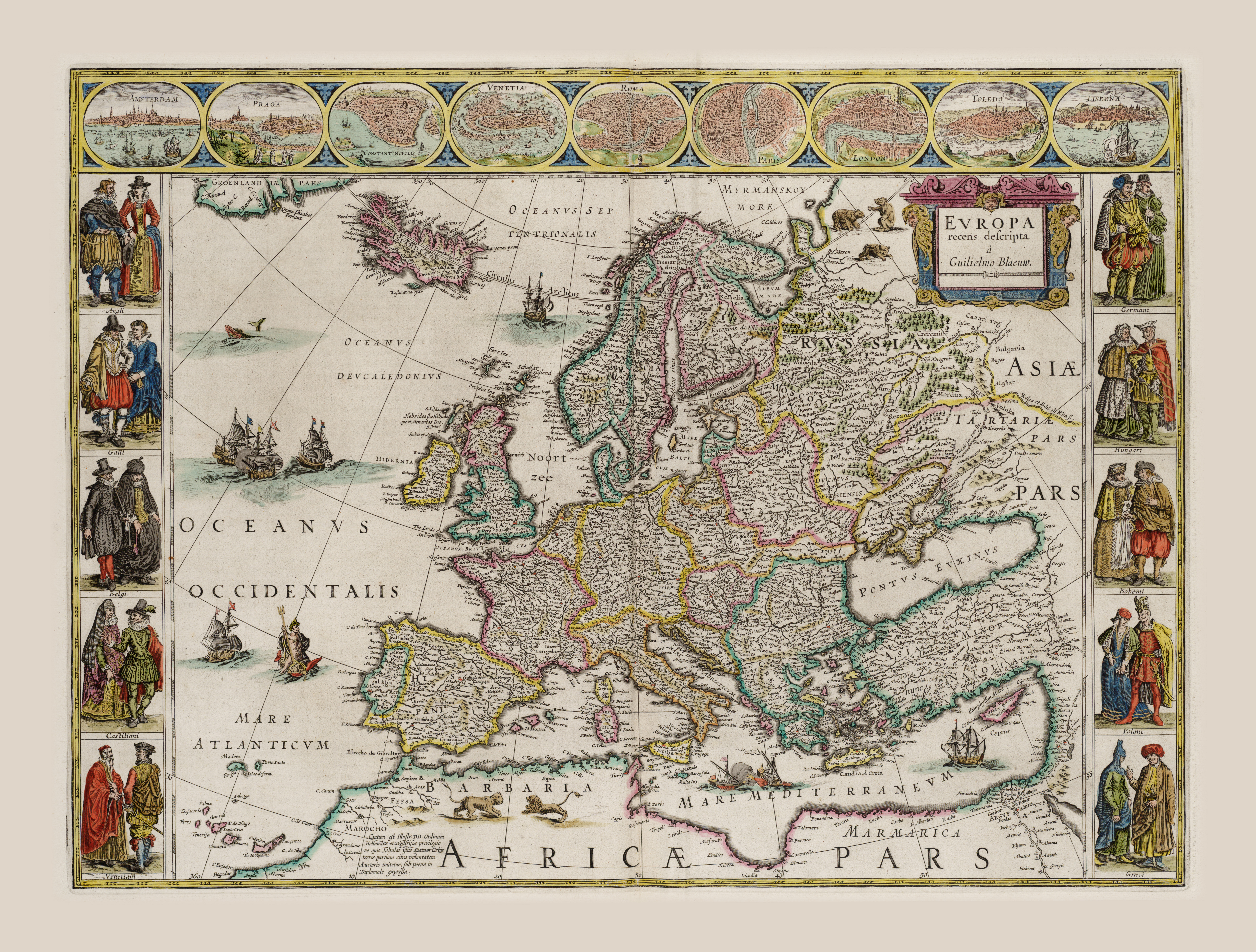
Joan Blaeu: Europa 1644
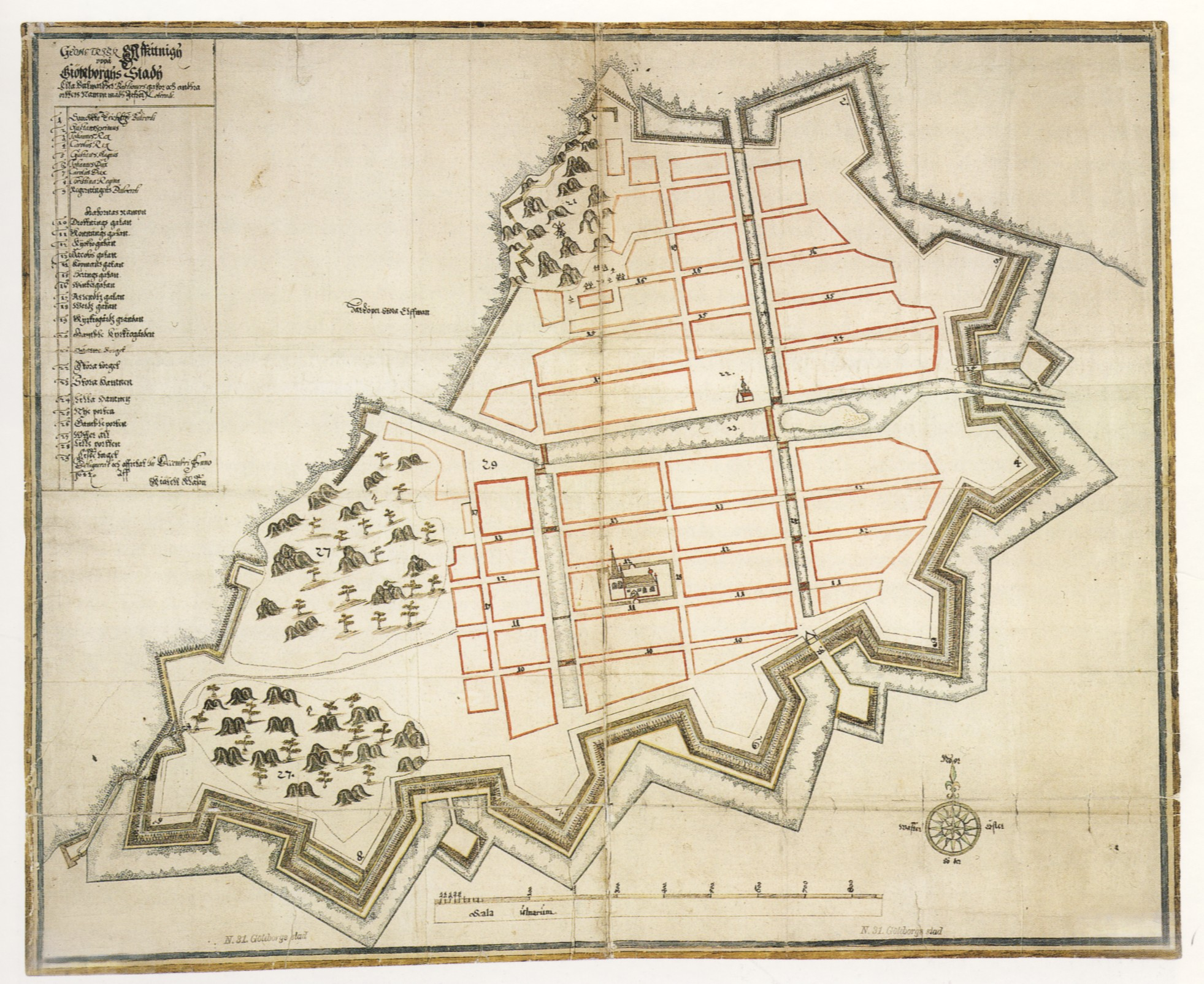
Göteborg 1644
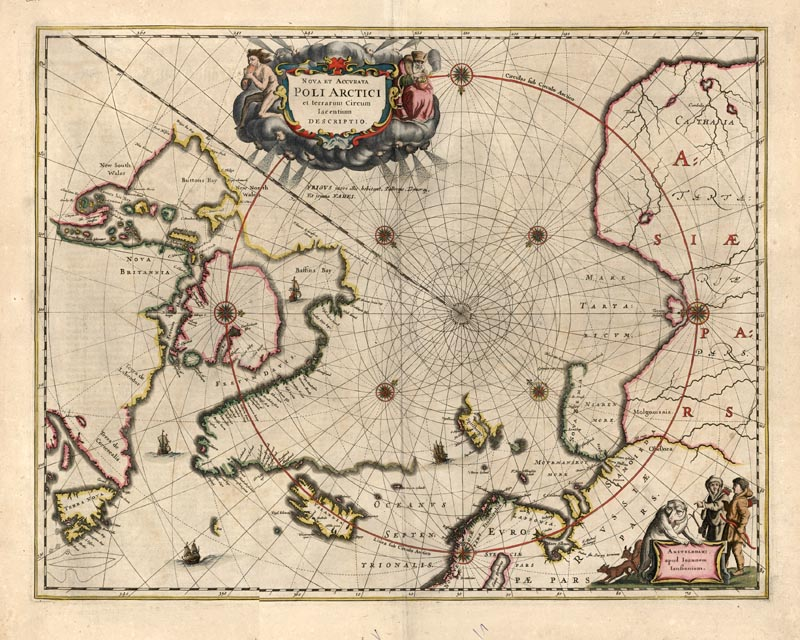
Die Arktis 1644

## Geboren

### Erstes Halbjahr
- 09. Januar: Robert Gibbes, britischer Gouverneur der Province of Carolina († 1715)
- 10. Januar: Louis-François de Boufflers, französischer Feldherr und Marschall von Frankreich († 1711)
- 14. Januar: Thomas Britton, britischer Kohlenhändler und Hobbymusiker († 1714)
- 07. Februar: Nils Bielke, schwedischer General und Gouverneur von Schwedisch-Pommern († 1716)
- 12. Februar: Jakob Ammann, Schweizer Schneider, Täuferprediger und Gründervater der Amischen († vor 1730)
- 13. Februar: Sigismund Christoph von Herberstein, Bischof von Laibach († 1716)
- 25. Februar: Erdmuthe Sophie von Sachsen, Markgräfin von Brandenburg-Bayreuth, Kirchenlieddichterin, Schriftstellerin und Historikerin († 1670)
- 26. Februar: Elisabeth Lemmerhirt, Mutter von Johann Sebastian Bach († 1694)
- 15. März: Veit Hans Schnorr von Carolsfeld, deutscher Hammer- und Blaufarbenherr  († 1715)
- 22. März: Otto Mencke, Professor für Moral und Politik an Universität Leipzig († 1707)
- 25. März: Heinrich von Cocceji, Professor für Natur- und Völkerrecht an den Universitäten in Heidelberg, Utrecht und Frankfurt/Oder († 1719)
- 07. April: Nathaniel Johnson, englischer bzw. britischer Gouverneur der Province of Carolina († 1712)
- 07. April: François de Neufville, duc de Villeroy, französischer General und Marschall von Frankreich († 1730)
- 11. April: Maria Johanna von Savoyen, Herzogin von Savoyen, Gräfin von Genf und Regentin († 1724)
- 14. Mai: Marquard Sebastian Schenk von Stauffenberg, Fürstbischof und Domherr († 1693)
- 14. Mai: David Clodius, deutscher Orientalist und evangelischer Theologe († 1687)
- 14. Mai: George Konrad Crusius, niederländischer Rechtswissenschaftler († 1676)
- 23. Mai: Gabriel Grupello, flämischer Bildhauer († 1730)
- 04. Juni: Godert de Ginkell, 1. Earl of Athlone, niederländischer General († 1703)
- 16. Juni: Henrietta Anne Stuart, französische Herzogin († 1670)

### Zweites Halbjahr
- 02. Juli: Abraham a Sancta Clara, deutschsprachiger Publizist, Kanzelredner und Schriftsteller († 1709)
- 27. Juli: Christian Ernst, Markgraf von Brandenburg-Bayreuth († 1712)
- 06. August: Louise de La Vallière, französische Adelige, Mätresse Ludwigs XIV., später Nonne († 1710)
- 08. August: Friedrich Christian von Plettenberg, Fürstbischof von Münster († 1706)
- 12. August: Heinrich Ignaz Franz Biber, böhmischer Geiger und Komponist († 1704)
- 13. August: Christian Wildvogel, deutscher Rechtswissenschaftler († 1728)
- 04. September: Paulus II. Baumann, Abt des Zisterzienserklosters in Ebrach († 1725)
- 06. September (Taufe): Juan Bautista José Cabanilles, spanischer Organist und Barockkomponist († 1712)
- 29. September: Wilhelm von Brandt, kurbrandenburgisch-preußischer Generalleutnant († 1701)

Ole Rømer

- 05. Oktober: Ole Rømer, dänischer Astronom († 1710)
- 06. Oktober: Johann Zacharias Kneller, deutscher Maler († 1702)
- 09. Oktober: Jan van Brouchoven, Staatsmann der Spanischen Niederlande († 1725)
- 14. Oktober: William Penn, englischer Theologe, Jurist und Quäker, Begründer Pennsylvanias († 1718)
- 26. Oktober: Mattias Steuchius, schwedischer lutherischer Theologe und Erzbischof von Uppsala († 1730)
- 28. Oktober: Franz Ferdinand Freiherr von Rummel, Fürstbischof der Diözese Wien († 1716)
- 05. November: Claude Delisle, französischer Geograph und Historiker († 1720)
- 17. Dezember: Nikolaus Alard, deutscher Theologe († 1699)
- 23. Dezember: Tomás de Torrejón y Velasco, spanischer in Peru wirkender Komponist und Kapellmeister († 1728)
- 29. Dezember: Philipp van Almonde, niederländischer Vizeadmiral († 1711)

### Genaues Geburtsdatum unbekannt
- Matsuo Bashō, japanischer Dichter († 1694)
- Antonius Pery, Schweizer Bildhauer († 1683)
- Václav Karel Holan Rovenský, tschechischer Komponist († 1718)
- Johann Caspar Seelmatter, Schweizer evangelischer Geistlicher, Jurist und Hochschullehrer († 1715)
- Antonio Stradivari, italienischer Geigenbauer († 1737)
- James Thynne, englischer Politiker († 1709)

### Geboren um 1644
- Henry Frederick Thynne, englischer Politiker und Höfling († 1705)

## Gestorben

### Todesdatum gesichert
- 24. Januar: James Hamilton, 1. Viscount Claneboye, schottischer Adeliger (* 1559)
- 25. Januar: Hermann Georg von Neuhof, Fürstabt von Fulda (* 1596)
- 31. Januar: Kemankeş Kara Mustafa Pascha, Großwesir des Osmanischen Reiches (* um 1592)
- 06. März: Johann Dietrich von Löwenstein-Wertheim-Rochefort, Graf von Löwenstein (* 1585)
- 15. März: Luise Juliana von Oranien-Nassau, Kurfürstin von der Pfalz (* 1576)
- 10. April:  William Brewster, Kirchenältester der separatistischen Kongregationalisten an Bord der Mayflower (* um 1566)
- 21. April: Torsten Stålhandske, schwedischer Feldherr (* 1594)
- 25. April: Chongzhen, letzter Kaiser der Ming-Dynastie in China (* 1611)
- 24. Mai: Alfonso III. d’Este, Herzog von Modena und Reggio, später Kapuziner (* 1591)
- 07. Juli: Hedwig, Prinzessin von Hessen-Kassel und Gräfin von Schaumburg (* 1569)
- 13. Juli: Per Banér, schwedischer Staatsmann (* 1588)
- 16. Juli: Giovanni Biliverti, italienischer Maler (* 1585)
- 26. Juli: Clas Larsson Fleming, schwedischer Admiral (* 1592)
- 29. Juli: Maffeo Barberini, unter dem Namen Urban VIII. Papst (* 1599)
- 02. August: Bernardo Strozzi, italienischer Maler (* 1581)
- 05. August: Kaspar von Mercy, kurbayrischer Generalwachtmeister (* 1599)
- 27. August: Katharina von Brandenburg, Fürstin von Siebenbürgen und Herzogin von Sachsen-Lauenburg (* 1602)
- 31. August: Joachim Christian von der Wahl, kurbayrischer Feldmarschall und Statthalter von Ingolstadt (* 1590)
- 04. September: Wolfgang Siegel, kurfürstlich-sächsischer Bergamtverwalter (* 1583)
- 06. September: Bruno III. von Mansfeld, Oberstjägermeister in habsburgischen Diensten (* 1576)
- 08. September: Francis Quarles, englischer Dichter (* 1592)
- 14. September: Hartwig von Passow, deutscher Politiker und Diplomat (* 1599)
- 06. Oktober: Élisabeth de Bourbon, Königin von Spanien und Portugal (* 1602)
- 12. Oktober: Otto Heinrich Fugger, kurbayrischer Heerführer im Dreißigjährigen Krieg (* 1592)
- 31. Oktober: Amador de La Porte, Johanniter, Großprior von Frankreich (* 1566)
- 31. Oktober: Íñigo Vélez de Guevara, Conde de Oñate, spanischer Diplomat und Staatsmann (* 1566)
- 22. November: Aodh Óg Mac Mathúna, irischer Rebellenführer (* um 1606)
- 24. November: Deodaat Delmonte, flämischer Architekt, Ingenieur, Astronom und Maler (* 1582)
- 26. November: Claudio Ridolfi, italienischer Maler (* 1570)
- 14. Dezember: Maria Clara von Spaur, Pflaum und Valör, Fürstäbtissin des Stifts Essen (* 1590)
- 20. Dezember: Albrecht, Herzog von Sachsen-Eisenach (* 1599)
- 23. Dezember: Alexander Carew, englischer Adliger, Politiker und Militär (* 1608/09)
- 30. Dezember: Johan Baptista van Helmont, flämischer Universalwissenschaftler, Arzt, Naturforscher und Chemiker (* 1580)

### Genaues Todesdatum unbekannt
- März: George Sandys, englischer Reisender, Kolonist und Dichter (* 1578)
- 13./15. Dezember: Johann von Waldburg, Fürstbischof von Konstanz (* 1598)
- Agostino Tassi, italienischer Maler und Vergewaltiger (* 1580)
- Ling Mengchu,  chinesischer Dichter der Ming-Dynastie, der vor allem für seine Novellen bekannt wurde (* 1580)